# Байдадаева Турдихон
Турдихон Байдадаева (o'zbekcha: Turdixon Boydadayeva; 1933 — август 2021) — узбекская хлопковод, бригадир, передовая колхозница колхоза имени Алишера Навои Ферганского района, Герой Социалистического Труда (11.01.1957). Член КПСС (1957—1991) и Народно-демократической партии Узбекистана (1991).

## Биография
Турдихон Бaйдадаева, известная хоплководница, родилась в 1933 году в селе Ляган, Ферганского района Ферганской области в крестьянской семье. Начальное образование получил в «Семилетней средней школе» в с. Окончил школу в 1948 году.
Mолодая и трудолюбивая Турдихан, начала свою трудовую деятельность в 1945 году в колхозе «Щорс» в селе.
«Щорс» был создан в 1940 году в результате объединения колхозов «XIV лет Октября» и «Янгиабад». Однако в начале пятидесятых годов в результате решения о преобразовании колхозов в крупные колхозы существующие колхозы села были объединены и названы именем «Хамза Хакимзаде». Однако колхоз имени «Хамза Хакимзаде» будет разделен на две части по нескольким причинам. Одного из них зовут «Хакимзаде», другого «Щорс». На основе решений Пленума в сентябре 1956 года начинается укрупнение колхозов. На основании этого два колхоза будут объединены под именем Н. Хрущёва. На отчетном собрании колхоза в феврале 1961 года название колхоза было изменено на «Алишер Навои». В этот период также была очевидна его трудовая деятельность.
Оперативность, ответственность за работу, терпение и упорство Турдихон Байдадаевой привели ее к зрелости. В 1950-х годах она пополнила ряды тогдашних «высокоурожайных» и быстро стала известна благодаря своей работе. За это время она прошла путь от сборщицы до начальника участка и вместе со своим коллективом стала добиваться высоких результатов в выращивании хлопка. В частности, она и ее коллектив вырастили более 29 центнеров хлопка на 14 гектарах в 1956 году и более 30 центнеров в 1957 году. Это отмечено как хороший результат в условиях села Ляган, расположенного у подножия хребта Алай, где весна поздняя, а осень ранняя.
Она была одной из женщин, сумевших добиться больших побед не только в выращивании хлопка, но и в сборе урожая. Например, она собрала 18 тонн хлопка в 1955 году и 24 тонны в 1956 году. В это время его имя распространилось по всей республике, и он начал приобретать большую известность. С учетом этих заслуг: 11 января 1957 года Турдихон Бaйдадаева удостоена звания «Герой Социалистического Труда» за «героические заслуги, оказанные в области сельского хозяйства»  .
Даже в шестидесятые-семидесятые годы она смогла подать всем пример своей работой и деятельностью. В это время ее повысили от начальника отделения до звания бригадира. А для этого требовалось быть более активным. Она умела чувствовать ответственность и всегда выполняла порученные ей задания старательно и в меру своих возможностей. По этой причине в 1965 году ее отправили в Москву для участия в «Выставке достижений народного хозяйства».
Турдихон Бaйдадаева эффективно работала за время своей карьеры бригадира. В частности, в 1965-1970 годах было собрано 70 тонн хлопка, из них в 1970 году — 16 тонн.
Помимо хлопководства, она внесла свой вклад в развитие других отраслей сельского хозяйства в колхозе. Если брать пример с коконами, то она за три года произвела 256 килограммов коконов и сдала их государству.
Помимо работы, в семидесятые годы она избиралась депутатом сельских и районных советов, активно участвовала в политических и общественных процессах. Например, в 1971 году она приняла участие в XVIII-м съезде Коммунистической партии Узбекской ССР в качестве кандидата в депутаты от Ферганской области.
Турдихан Бaйдадаева скончалась в августе 2021 года. В возрасте 88 лет. Похоронен на кладбище «Лягань» в селе Ляган Ферганского района.

## Семья
Супруг: Шариф Ибрагимов, работал бригадиром в колхозе имени Алишера Навои.
У нее четверо детей.

## Награды

### Звания и ордена
Постановлением Президиума Верховного Совета СССР от 11 января 1957 года: Турдихон Бойдадаева удостоена звания «Герой Социалистического Труда» за «самоотверженные заслуги в области сельского хозяйства»:
- Золотая медаль «Серп и Молот» (11 января 1957 г.; по решению №);
- Орден Ленина (11 января 1957 г.; по решению №);

### Медали
- Юбилейная медаль «За доблестный труд. В ознаменование 100-летия со дня рождения Владимира Ильича Ленина» (24 марта 1970 г., Утвержден Ферганским райисполкомом);

### Памятные значки
- Серебряная медаль ВДНХ СССР «За достижения в народном хозяйстве СССР» (14 декабря 1965 г.; на основании Постановления 226-н);
- Знак «Победитель социалистического соревнования» 1975 года; (награждена № 567 от 19 декабря 1975 года);
- Ударник десятой пятилетки» (10 августа 1979 г. № 9/36);